# Jordi Dauder i Guardiola
Jordi Dauder i Guardiola (Badalona, 5 de març de 1938 − Madrid, 15 de setembre de 2011) fou un actor, escriptor i poeta català. Home culte i de forta mentalitat d'esquerres destacà com a actor gaudint d'una forta notorietat pública arran del seu paper protagonista a la sèrie Nissaga de Poder.

## Biografia
Nascut en la Badalona del 1938, al final de la Guerra Civil espanyola, era fill d'un dramaturg. Dauder va veure amb cinc anys com la dictadura franquista empresonava el seu pare per les seves conviccions polítiques. Va ser aquest fet el que va impulsar Dauder a dedicar-se a la interpretació, ja que originalment volia dedicar-se a la medicina.
Va llicenciar-se en Belles Arts, a la Universitat de Barcelona, i també en Història contemporània, a la Universitat de París, on va haver d'exiliar-se per motius polítics. Allà va romandre durant més de 15 anys.

### Carrera artística
Després d'acabar els seus estudis universitaris a París, va començar a donar les seves primeres passes al teatre al mateix temps que participava en diferents moviments socials que propiciarien la revolució del maig francès de 1968 i essent també un dels principals fundadors de la Lliga Comunista Revolucionària de França i anys més tard també la d'Espanya.
En tornar a Catalunya, va començar treballant en una llibreria a Badalona, sota el nom d'Eina, i posteriorment va passar a coordinar la revista Quimera, d'anàlisi literària, on actualment aporta les seves col·laboracions. La seva carrera com a actor professional no va començar fins als anys 1980.
El 1988 va començar la seva activitat com a actor en el cinema i la televisió, a més d'un llarg recorregut teatral, tocant pràcticament tots els gèneres, des del clàssic (Antoni i Cleòpatra) fins al monòleg (La geografia estilogràfica), on debuta com a director en obres de Beckett. En el seu recorregut teatral destaquen muntatges d'autors com Txékhov o Shakespeare.
Entre les seves últimes obres es troben La gavina (2002), Après moi, le déluge (2007-08.09), amb Vicky Peña, Hamlet i El Bordell, totes dues el 2008, i Platonov (2009), de Txékhov. Cal destacar que per aquestes últimes obres ha estat finalista als Premis Max, els més importants de l'escena espanyola.
A la televisió va arribar la seva popularitat amb la telenovel·la Nissaga de poder (1996-1998), emesa per Televisió de Catalunya. Aquesta sèrie, on interpretava Mateu Montsolís i on va treballar amb actors com Emma Vilarasau o Montserrat Salvador, es va convertir en la segona més longeva, per darrere d'El cor de la ciutat, de la mateixa televisió.
Dauder fou un dels eterns secundaris del cinema espanyol i participà en Pont de Varsòvia (1990), de Pere Portabella, La marxa verda (2002), de José Luis García Sánchez i també Amor idiota (2006), de Ventura Pons (del qual participà en diverses pel·lícules com Carícies i Amic/Amat, totes dues el 1998, i Anita no perd el tren, el 2001).
El 2008 es va produir el seu retorn al cinema amb Camino, de Javier Fesser, on Jordi Dauder va donar vida al Don Luis, un sacerdot de l'Opus Dei, i li va valer la seva primera nominació als Premis Goya en la categoria de «Millor actor secundari», alçant-se com a guanyador a la XXIII edició dels premis. Aquest mateix any també interpreta a Manuel Azaña, el darrer president de la II República Espanyola, a la pel·lícula, en clau de documental, Azaña, que li val el Premi Gaudí pel seu paper protagonista.
També fou actor i director de doblatge, tant de sèries com de llargmetratges. Dels seus primers doblatges, destaquen les pel·lícules Carros de foc i El comte de Montecristo. Va posar veu a actors com Gregory Peck o Nick Nolte i en pel·lícules com Gladiator (doblant Richard Harris), Star Wars (doblant Ian McDiarmid en el paper de canceller Palpatine/Darth Sidious), o Matrix (doblant Randall Duk Kim). També va participar en els doblatges de les pel·lícules Chaplin, El Padrí III i Molt soroll per no res (en el personatge de Leonato). El 1989 va posar veu a l'Home bèstia de la sèrie He-Man i els senyors de l'univers.
Una altra de les seves facetes fou la d'escriptor i poeta, autor de la novel·la El estupor o A través de les derrotes, publicada el 1996, i de poesia i contes, faceta en la qual fou guardonat. També rebé pel seu treball literari el Premi Miquel Martí i Pol de poesia i de narració breu on fou reconegut amb el Premi Ciutat de Sabadell.
També fou cofundador i col·laborador de la revista El Viejo Topo (Barcelona), de la revista Coyoacán (Mèxic) i de la revista Sin Permiso, d'on exercí de membre del consell editorial.
El 2008 va rebre la Creu de Sant Jordi.
Va morir el 16 de setembre del 2011 a la clínica Ruber de Madrid a causa d'un càncer.

## Filmografia

### Cinema
- Pont de Varsòvia (1990) de Pere Portabella
- La teranyina (1990) d'Antoni Verdaguer
- La punyalada (1990)
- Havanera 1820 (1993) d'Antoni Verdaguer
- La febre d'or (1993) de Gonzalo Herralde
- El perquè de tot plegat (1995) de Ventura Pons
- Land and Freedom (1995) de Ken Loach
- Carícies (1997) de Ventura Pons
- Els sense nom (1999) de Jaume Balagueró[4]
- La flaqueza del bolchevique (2003)
- Amor idiota (2004) de Ventura Pons
- Joves (2004) de Carles Torras i Ramon Térmens
- Azaña (2008)
- Camino (2008) de Javier Fesser
- Lope (2010)
- Catalunya über alles! (2011) de Ramon Térmens
- Le Moine (2011) de Dominik Moll

### Teatre
- Medea (1983) d'Eurípides, dirigida per Núria Espert
- El último vals (1992) de Samuel Beckett, dirigit per ell mateix
- La Celestina (1996) de Fernando de Rojas, dirigit per Hermann Bonnin
- El lector por horas (1999) de José Sanchis Sinisterra
- El alcalde de Zalamea (2000), muntatge de Sergi Belbel
- Via Gagarin (2003) de Jesús Diez, al Teatre Nacional de Catalunya
- Don Gil de las Calzas verdes (2007), muntatge d'Eduardo Vasco, al Teatre Nacional de Catalunya

### Televisió
- Poble Nou. Eudald Balcells (1994-1995)

- Nissaga de Poder. Mateu Monsolís (1996-1998)

## Guardons

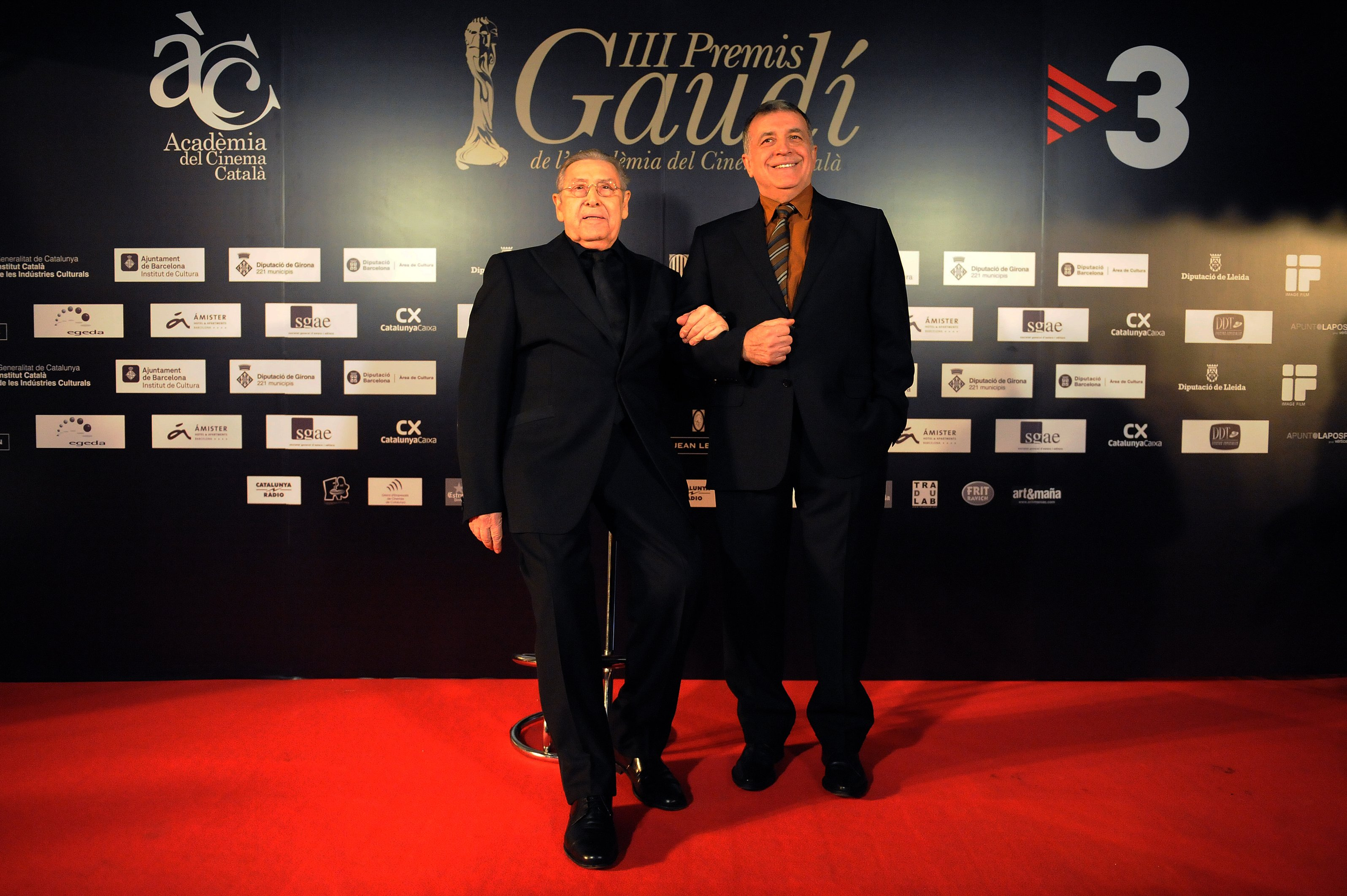
Jordi Dauder (esquerra) i Enric Majó a la gala dels premis Gaudí (2011)

### Premis Sant Jordi de Cinematografia
| Any  | Categoria                            | Pel·lícula       | Resultat  |
| ---- | ------------------------------------ | ---------------- | --------- |
| 1990 | Millor actor en pel·lícula espanyola | Pont de Varsòvia | Guanyador |

### Premis Butaca
| Any  | Categoria              | Pel·lícula | Resultat  |
| ---- | ---------------------- | ---------- | --------- |
| 1998 | Millor actor de cinema | Carícies   | Guanyador |

### Premis Goya
| Any  | Categoria              | Pel·lícula | Resultat  |
| ---- | ---------------------- | ---------- | --------- |
| 2009 | Millor actor secundari | Camino     | Guanyador |

### Premis Gaudí
| Any  | Categoria                                 | Pel·lícula            | Resultat  |
| ---- | ----------------------------------------- | --------------------- | --------- |
| 2009 | Millor interpretació masculina principal  | Azaña                 | Guanyador |
| 2011 | Premi Gaudí d'Honor                       | Premi Gaudí d'Honor   | Guanyador |
| 2012 | Millor interpretació masculina secundària | Catalunya über alles! | Candidat  |